# Ріп'євка (Чамзінський район)
Рі́п'євка (рос. Репьевка, ерз. Репьевка) — село у складі Чамзінського району Мордовії, Росія. Входить до складу Чамзінського міського поселення.

## Населення
Населення — 509 осіб (2010; 555 у 2002).
Національний склад (станом на 2002 рік):
- росіяни — 72 %
- мордва — 27 %